# Aigrefeuille-d'Aunis
Aigrefeuille-d'Aunis é uma comuna francesa no departamento de Charente-Maritime na região de Nova Aquitânia, sudoeste da França. Seus habitantes são conhecidos como Aigrefeuillais ou Aigrefeuillaise.